# Субботин, Александр Михайлович (журналист)
Алекса́ндр Миха́йлович Суббо́тин (28 августа 1924, с. Мещера, Владимирская губерния, РСФСР — 22 марта 2010, Москва, Российская Федерация) — деятель советской печати и журналист, главный редактор газет «Московский комсомолец», «Московская правда» и «Труд».

## Биография
Окончил Высшую партийную школу при ЦК ВКП(б).
В 1942—1945 гг. — ответственный секретарь,
в 1945—1946 гг. — главный редактор многотиражной газеты «Знамя» оборонного завода в подмосковной Электростали.
В 1946—1948 гг. — в Электростальском горкоме комсомола,
в 1948—1951 гг. — в Московском областном комитете ВЛКСМ, в аппарате ЦК ВЛКСМ.
В 1951—1958 гг. — главный редактор газеты «Московский комсомолец»,
В 1958—1963 гг. — главный редактор «Московской правды».
В 1963—1980 гг. — главный редактор газеты «Труд». Возглавил издание, когда его тираж был несколько сотен тысяч экземпляров, а ко времени его ухода, он составил 10 миллионов.
В 1980—1986 гг. — секретарь ВЦСПС по международным делам.
В 1986—1990 гг. — шеф-редактор журнала «Проблемы мира и социализма».
В 1986—1990 гг. — член Центральной ревизионной комиссии КПСС.
Похоронен в Москве на Донском кладбище (15 уч.).